# Vignol
Vignol település Franciaországban, Nièvre megyében. Lakosainak száma 61 fő (2022. január 1.). Vignol Saizy, Dirol, Flez-Cuzy, Metz-le-Comte, Monceaux-le-Comte, Nuars és Teigny községekkel határos.

## Népesség
A település népessége az elmúlt években az alábbi módon változott:
| Lakosok száma | 70   | 65   | 67   | 62   | 62   | 62   | 62   | 61   | 61   |
|               | 2013 | 2015 | 2016 | 2017 | 2018 | 2019 | 2020 | 2021 | 2022 |